# Silvana Lima
Silvana Lima est une surfeuse professionnelle brésilienne née le 29 octobre 1984 à Paracuru (Ceará).

## Biographie
Elle est ouvertement lesbienne.
Considérée comme d'apparence trop masculine et pas assez sexy, elle n'obtient jamais de contrat de sponsoring en treize ans de carrière malgré ses titres nationaux.

## Palmarès et résultats

### Saison par saison
- 2015 :
  - 2e du Los Cabos Open of Surf à San José del Cabo (Mexique)[3]

### Victoires
- 2014 Pantín Classic Galicia Pro, Playa de Pantín, Galicia-Spain (WQS 6******)
- 2008 Billabong ECO Surf, Praia do Forte, Bahia Brésil (WQS 5 étoiles)
- 2007 Midori Pro, Merewether (en), Nouvelle-Galles du Sud, Australie (WQS)
- 2006 Billabong Girls Easter, Sunshine Coast, Queensland, Australie (WQS)
- 2005 Nokia Pro, Newquay, Angleterre (WQS)
- 2005 Body Globe surfabout, Trestles, Californie, États-Unis (WQS)
- 2003 Nokia Lacanau Pro, Lacanau Gironde France (WQS)

### WCT
- 2011 : 5e
- 2010 : 4e
- 2009 : 2e
- 2008 : 2e
- 2007 : 3e
- 2006 : 9e